# Wanna Be A Dreammaker
「wanna Be A Dreammaker」（ワナ・ビー・ア・ドリームメイカー）は、globeの13枚目のシングル。1998年9月2日にavex globeから発売された。

## 背景
「BRAND NEW globe 4 SINGLES」（シングル4作連続リリース）の第1弾として発売。
初回限定ジャケット（パッケージ）は他のシングルにはない特殊なパッケージで、4枚連続リリースのCDをすべて収納できるという構造になっている。
NISSEKI「Enaカード」キャンペーンCMソングに起用された。

## 制作
安室奈美恵の「How to be a Girl」でビッグ・ビートに着手してみたが、世間からは「安室奈美恵の曲」として捉えられて、小室は寂しさを覚えた。その後「『How to be a Girl』で表現し切れてない部分を掘り下げる」ことが本楽曲のコンセプトとなった。
歌詞は「お姉さん的な先輩として、指針を示す」「今の学校生活・就職活動・職場・家庭からの逃避行」「逃げたい気分になった時の対処法」「自分の夢をもって『Dream maker』になりたいという強い意志の大切さ」を表現した。

## ミュージック・ビデオ
「BRAND NEW globe 4 SINGLES」の4作品は一貫して『悪夢』をテーマにしたミュージック・ビデオ（MV）が製作されている。この楽曲では『KEIKOが見た悪夢』をテーマにMVが製作された。KEIKOの誕生日の翌日に撮影されて、前日に大量のお酒を飲んで1時間半寝ただけの状態で、撮影スタジオに向かって二日酔いでフラフラな状態で臨んだ。ガラスが落ちてくるシーンでは、スタッフから「ハリウッドから取り寄せた1枚がすごく高いガラスだから、1発で決めて。安全には配慮しているけど、本当に刺さったら傷が付くから」とその場で言われて、KEIKOはプロとしての根性と周囲への猜疑心がない交ぜになった複雑な心境で行われた。

## チャート成績
オリコンシングルチャート初登場1位を獲得。年間TOP50入りは本作が最後となった。
1998年12月31日に開催された第40回日本レコード大賞において、globeは本楽曲で初の大賞を受賞した。小室が制作した作品としては4年連続の大賞受賞となった。

## 収録曲
| 全作詞: MARC・小室哲哉、全作曲・編曲: 小室哲哉。 |                                               |                  |            |      |
| #                                                | タイトル                                      | 作詞             | 作曲・編曲 | 時間 |
| 1.                                               | 「wanna Be A Dreammaker (Straight Run)」      | MARC ・ 小室哲哉 | 小室哲哉   | 5:34 |
| 2.                                               | 「wanna Be A Dreammaker (Sigmund Freud Mix)」 | MARC ・ 小室哲哉 | 小室哲哉   | 7:12 |
| 3.                                               | 「wanna Be A Dreammaker (Instrumental)」      | MARC ・ 小室哲哉 | 小室哲哉   | 5:34 |
| 合計時間:                                        | 合計時間:                                     | 18:20            |            |      |

クレジット
- Produced : 小室哲哉
- Mixed : Eddie Delena
- Additional productions (#2) : Gary Adante, Robert Arbittier

## 収録アルバム
wanna Be A Dreammaker
- Relation（アルバムバージョン）
- CRUISE RECORD 1995-2000
- 8 Years ～Many Classic Moments～
- globe decade -single history 1995-2004-
- 15YEARS -BEST HIT SELECTION-（アルバムバージョン）
- #globe20th -SPECIAL COVER BEST-（COVER+BEST盤のみ収録）

## カバー
- doriko feat. 初音ミク - カバーアルバム『小室哲哉 meets VOCALOID』（2012年3月28日）に収録。
  - 小室哲哉公認のVOCALOIDカバーアルバム。

- TRF - V.A.『#globe20th -SPECIAL COVER BEST-』（2015年12月16日）に収録[6]。